# Sojuz MS-17
Sojuz MS-17 è stato un volo astronautico verso la Stazione Spaziale Internazionale (ISS) e parte del programma Sojuz, e il 145° volo con equipaggio della navetta Sojuz dal primo volo avvenuto nel 1967. L'equipaggio è partito il 14 ottobre 2020 dal Cosmodromo di Bajkonur per prender parte ad una missione di sei mesi durante l'Expedition 64.  Questa missione detiene il record per il rendez-vous più rapido nello spazio dopo il lancio, dato che dopo 3 ore e 3 minuti dal lancio da Bajkonur la Sojuz si è agganciata alla ISS, con una nuova innovativa manovra di inserimento in orbita bassa.

## Equipaggi
Dopo essere stati rimossi dall'equipaggio della Sojuz MS-16, Nikolaj Tichonov e Andrej Babkin vennero spostati all'equipaggio della Sojuz MS-17, in attesa che una ferita all'occhio di Tichonov guarisse. La guarigione però non andò come previsto e all'inizio di maggio 2020 sia lui che Babkin vennero rimossi dall'equipaggio. Al loro posto venne assegnato l'equipaggio di riserva composto dal comandante Sergej Ryžikov e l'ingegnere di volo 1 Sergej Kud'-Sverčkov. Il 28 maggio anche l'ingegnere di volo 2 e astronauta NASA Stephen Bowen venne improvvisamente rimosso dall'equipaggio; il suo posto venne occupato dalla sua riserva, Kathleen Rubins. Come nuovo equipaggio di riserva vennero assegnati Oleg Novickij, Pëtr Dubrov e Mark Vande Hei. A causa del COVID-19 Roscosmos decise di assegnare anche un secondo equipaggio di riserva, composto da Anton Škaplerov e Babkin. Il 9 maggio 2020 per l'interruzione dei voli commerciali e per ridurre il rischio di contagi, la NASA mandò in Russia un aereo privato per prendere i cosmonauti dell'equipaggio principale e di riserva e portarli a Houston, per permettere loro di partecipare all'addestramento di due mesi al Johnson Space Center.

### Equipaggio principale
| Ruolo               | Equipaggio                                               | Equipaggio                                               |
| ------------------- | -------------------------------------------------------- | -------------------------------------------------------- |
| Comandante          | Sergej Ryžikov, Roscosmos Expedition 64 Secondo volo     | Sergej Ryžikov, Roscosmos Expedition 64 Secondo volo     |
| Ingegnere di volo 1 | Sergej Kud'-Sverčkov, Roscosmos Expedition 64 Primo volo | Sergej Kud'-Sverčkov, Roscosmos Expedition 64 Primo volo |
| Ingegnere di volo 2 | Kathleen Rubins, NASA Expedition 64 Secondo volo         | Kathleen Rubins, NASA Expedition 64 Secondo volo         |

### Equipaggio di riserva
| Ruolo               | Equipaggio                          | Equipaggio                          |
| ------------------- | ----------------------------------- | ----------------------------------- |
| Comandante          | Oleg Novickij, Roscosmos Terzo volo | Oleg Novickij, Roscosmos Terzo volo |
| Ingegnere di volo 1 | Pëtr Dubrov, Roscosmos Primo volo   | Pëtr Dubrov, Roscosmos Primo volo   |
| Ingegnere di volo 2 | Mark Vande Hei, NASA Secondo volo   | Mark Vande Hei, NASA Secondo volo   |

### Secondo equipaggio di riserva
| Ruolo               | Equipaggio                             | Equipaggio                             |
| ------------------- | -------------------------------------- | -------------------------------------- |
| Comandante          | Anton Škaplerov, Roscosmos Quarto volo | Anton Škaplerov, Roscosmos Quarto volo |
| Ingegnere di volo 1 | Andrej Babkin, Roscosmos Primo volo    | Andrej Babkin, Roscosmos Primo volo    |

## Missione

### Pre-volo
Il 24 settembre 2020 l'equipaggio principale e quello di riserva vennero dichiarati idonei al volo dalla Commissione Interagenzia durante una riunione in videoconferenza dopo aver superato in modo eccellente gli esami di pre-volo del Centro di addestramento cosmonauti Jurij Gagarin (GCTC) nei giorni precedenti. Tre giorni dopo, gli equipaggi si recarono a Bajkonur per iniziare le due settimane di isolamento prima del volo spaziale. Durante la permanenza testarono le loro tute Sokol, ispezionarono il loro veicolo spaziale Sojuz e svolsero giornalmente attività per abituarsi all'assenza di peso. Il rollout del lanciatore Sojuz 2.1a con la Sojuz MS-17 all'interno sulla rampa di lancio 31 avvenne l'11 ottobre.

### Lancio e aggancio
Il lancio è avvenuto il 14 ottobre 2020 alle 5:45 UTC dalla Rampa 31 del Cosmodromo di Bajkonur a bordo di un lanciatore Sojuz 2.1a. È stata la prima volta che un veicolo con equipaggio è riuscito ad attraccare alla Stazione spaziale internazionale in tre ore; fino ad allora tra il lancio e l'attracco alla ISS dovevano passare minimo sei ore. Alle 8:48 la navicella si è agganciata autonomamente al boccaporto Rassvet del Segmento russo della Stazione spaziale internazionale.